# Trentepohlia parvicellula
Trentepohlia parvicellula är en tvåvingeart som beskrevs av Edwards 1928. Trentepohlia parvicellula ingår i släktet Trentepohlia och familjen småharkrankar. Inga underarter finns listade i Catalogue of Life.